# Oranjevleugelparkiet
De oranjevleugelparkiet (Brotogeris chrysoptera) is een vogel uit de familie Psittacidae (papegaaien van Afrika en de Nieuwe Wereld).

## Verspreiding en leefgebied
Deze soort komt voor in het noordelijke en centrale Amazonebekken en telt vijf ondersoorten:
- B. c. chrysoptera: van noordoostelijk Venezuela via de Guyana's naar het noordelijke deel van Centraal-Brazilië.
- B. c. tenuifrons: Rio Negro (noordwestelijk Brazilië).
- B. c. solimoensis: Codajas en Manaus gebieden (noordelijk Brazilië).
- B. c. tuipara: centraal Brazilië.
- B. c. chrysosema: westelijk Brazilië.

## Status
De grootte van de populatie is niet gekwantificeerd maar de soort wordt omschreven als algemeen. Op de Rode lijst van de IUCN heeft deze soort de status niet bedreigd.